# Bergh Autoweg

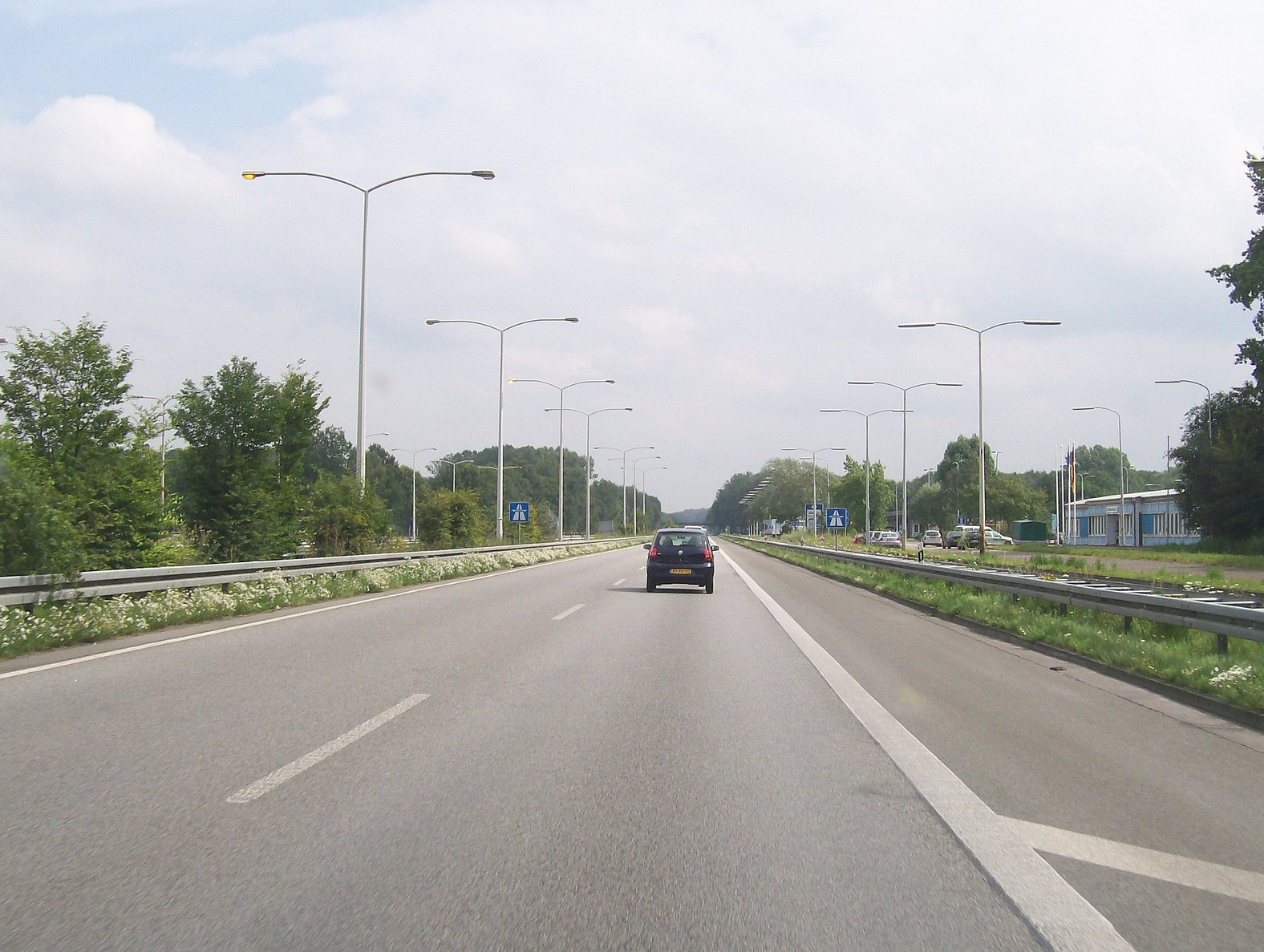
Grensovergang Bergh Autoweg (2007)

Bergh Autoweg (Duits: Elten Autobahn) is een grensovergang tussen Nederland en Duitsland, gelegen op de A12 in de Nederlandse gemeente Zevenaar. De dichtstbijzijnde stad in Nederland is 's-Heerenberg, op Duits grondgebied is dit Emmerik. Het verlengde van de A12, de Duitse autobahn A3, leidt naar het Duitse Ruhrgebied.

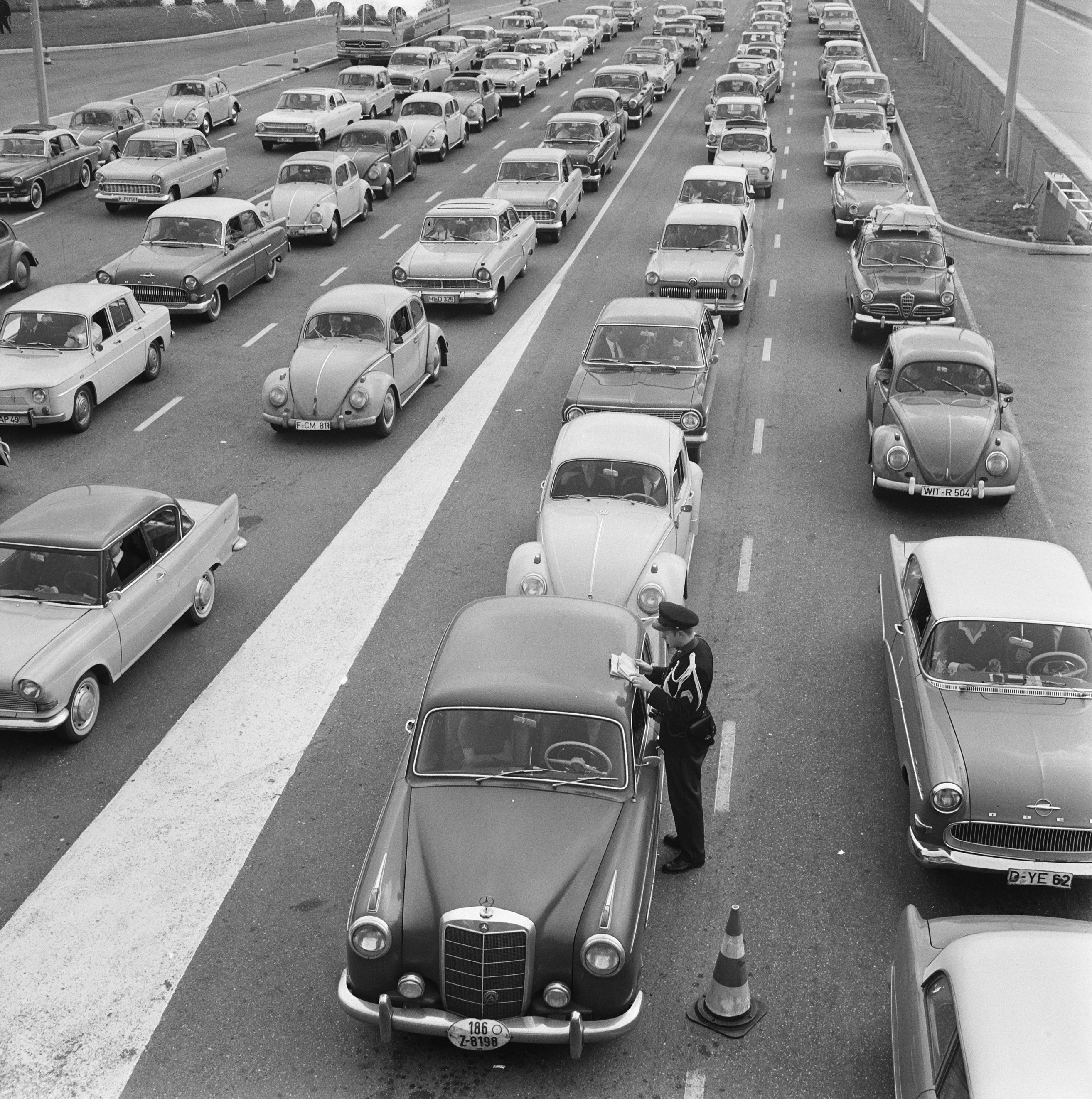
Grenspost Bergh 1964

Bergh Autoweg is een van de grootste grensovergangen van Nederland. Op het 'hoogtepunt' in de jaren 80 van de 20e eeuw werkten er ongeveer 650 mensen, vooral ten behoeve van de douane, van uit- en inklaringsformaliteiten en van transportbedrijven. De grensovergang is gelegen aan de voet van het bosgebied Montferland en het Bergherbos. Vlak voor de grens, aan de Nederlandse zijde, ligt verzorgingsplaats Bergh. Door het in werking treden van het Schengen-verdrag verdwenen in 1995 de permanente personen- en goederencontroles. 
Tot aan de gemeentelijke herindeling van 1 januari 2005 lag deze grensovergang op het grondgebied van de toenmalige gemeente Bergh. Onder meer vanwege veiligheidsredenen is gekozen voor een overheveling naar gemeente Zevenaar. Vanuit deze gemeente is het eenvoudiger om de hulpdiensten ter plaatse te laten komen. Bij de herindeling werden ook Knooppunt Oud-Dijk en een groot deel van de buurtschap Veldhuizen aan de gemeente Zevenaar overgedragen.

## Trivia
- Op Europees niveau dragen de A12 en de A3 de naam E35.